# Protalveolata
Sous-embranchement
Les Protalveolata sont un sous-embranchement de protistes de l’embranchement des Miozoa..

## Systématique
Le nom valide de ce taxon est Protalveolata Cavalier-Smith, 1991.